# Ingenoc
 (avril 2022).
Ingenoc est un prénom masculin breton[réf. nécessaire]. 
Il fait référence à saint Ingenoc qui a pour fête le 21 janvier.
Saint Doetval, saint Ingenoc et saint Eumaël, seraient des princes de Bretagne, tous trois fils du roi Hoël III et de son épouse Pritelle, mariés en 590, vivant au VIIe siècle, qui auraient été des compagnons de saint Winoc. 
Ayant émigré en Flandre, ils ont été oubliés en Bretagne où ils ne font l'objet d'aucun culte.